# Primera División de Andorra 2007-08
La Primera División de Andorra 2007-08 (oficialmente y en catalán: Primera Divisió de Andorra 2007-08) fue la 13ra edición del campeonato de la máxima categoría de fútbol del Principado de Andorra. Estuvo organizada por la Federación Andorrana de Fútbol y fue disputada por 8 equipos. Comenzó el 23 de septiembre de 2007 y finalizó el 27 de abril de 2008.
FC Santa Coloma se consagró campeón por cuarta vez. Casa Estrella del Benfica, por su parte, regresó a la Segona Divisió, tras permanecer solamente un año en Primera.

## Ascensos y descensos
| Pos. | Descendidos de 1.ª División |
| ---- | --------------------------- |
| 7.º  | Encamp                      |
| 8.º  | Atlètic Club d'Escaldes     |

| Pos. | Ascendidos de 2.ª División |
| ---- | -------------------------- |
| 1.º  | Casa Estrella del Benfica  |
| 3.º  | Engordany                  |

## Sistema de competición
El campeonato constó de dos fases:
En la fase regular, los ocho equipos se enfrentaron entre sí bajo el sistema de todos contra todos a dos ruedas, completando un total de 14 fechas. Una vez finalizada dicha instancia, los cuatro equipos con mayor cantidad de puntos participaron de la Ronda por el campeonato, mientras que los cuatro restantes disputaron la Ronda por la permanencia. Todos los clubes comenzaron su participación en esta instancia con el puntaje final obtenido en la fase regular.
Los cuatro clubes que participaron de la Ronda por el campeonato volvieron a enfrentarse entre sí, todos contra todos, a doble rueda. El equipo que acumuló más puntos entre las dos fases se consagró campeón y accedió a la primera ronda previa de la Liga de Campeones de la UEFA 2008-09.
Por otro lado, los cuatro equipos participantes de la Ronda por la permanencia se enfrentaron entre sí, todos contra todos, a doble rueda. Aquel que logró menor puntaje a lo largo de las dos fases descendió directamente a la Segunda División, mientras que el penúltimo disputó una promoción contra el subcampeón de dicha categoría.
En todas las fases, las clasificaciones se establecieron a partir de los puntos obtenidos en cada encuentro, otorgando tres por partido ganado, uno por empatado y ninguno en caso de derrota. En caso de igualdad de puntos entre dos o más equipos, el orden de la clasificación se definió a favor de aquel con mejor diferencia de goles y, de mantenerse el empate, a favor de aquel con mayor cantidad de goles a favor en toda la temporada.

## Equipos participantes
| Equipo                    | Ciudad                  |
| ------------------------- | ----------------------- |
| Casa Estrella del Benfica | San Julián de Loria     |
| Engordany                 | Las Escaldas-Engordany  |
| Inter Club d'Escaldes     | Las Escaldas-Engordany  |
| Lusitanos                 | Andorra la Vieja        |
| Principat                 | San Julián de Loria     |
| Rànger's                  | San Julián de Loria     |
| Sant Julià                | San Julián de Loria     |
| FC Santa Coloma           | Santa Coloma de Andorra |

| \| Parroquia \| N.º \| Equipos \| \| ---------------------- \| --- \| ---------------------------------------------------------- \| \| San Julián de Loria \| 4 \| Casa Estrella del Benfica; Principat; Rànger's; Sant Julià \| \| Andorra la Vieja \| 2 \| Lusitanos; FC Santa Coloma \| \| Las Escaldas-Engordany \| 2 \| Engordany; Inter Club d'Escaldes \| |     |                                                            |
| Parroquia | N.º | Equipos                                                    |
| San Julián de Loria | 4   | Casa Estrella del Benfica; Principat; Rànger's; Sant Julià |
| Andorra la Vieja | 2   | Lusitanos; FC Santa Coloma                                 |
| Las Escaldas-Engordany | 2   | Engordany; Inter Club d'Escaldes                           |

## Fase regular

### Clasificación
|  |    | Equipos                   | PJ | PG | PE | PP | GF | GC | Dif | Pts |
|  | -- | ------------------------- | -- | -- | -- | -- | -- | -- | --- | --- |
|  | 1. | FC Santa Coloma           | 14 | 11 | 3  | 0  | 58 | 4  | +54 | 36  |
|  | 2. | Rànger's                  | 14 | 10 | 3  | 1  | 37 | 16 | +21 | 33  |
|  | 3. | Sant Julià                | 14 | 9  | 3  | 2  | 46 | 11 | +35 | 30  |
|  | 4. | Lusitanos                 | 14 | 9  | 0  | 5  | 34 | 13 | +21 | 27  |
|  | 5. | Principat                 | 14 | 5  | 2  | 7  | 20 | 33 | -13 | 17  |
|  | 6. | Engordany                 | 14 | 3  | 1  | 10 | 17 | 61 | -44 | 10  |
|  | 7. | Inter Club d'Escaldes     | 14 | 2  | 1  | 11 | 11 | 32 | -21 | 7   |
|  | 8. | Casa Estrella del Benfica | 14 | 0  | 1  | 13 | 4  | 57 | -53 | 1   |

|  | Clasificado a la Ronda por el campeonato.  |
|  | Clasificado a la Ronda por la permanencia. |

#### Evolución de la clasificación
| Jornada / Equipo          | 1 | 2 | 3 | 4 | 5 | 6 | 7 | 8 | 9 | 10 | 11 | 12 | 13 | 14 |
| Jornada / Equipo          |   |   |   |   |   |   |   |   |   |    |    |    |    |    |
| ------------------------- | - | - | - | - | - | - | - | - | - | -- | -- | -- | -- | -- |
| FC Santa Coloma           | 1 | 1 | 2 | 2 | 1 | 1 | 1 | 1 | 1 | 1  | 1  | 1  | 1  | 1  |
| Rànger's                  | 4 | 3 | 3 | 3 | 3 | 4 | 4 | 3 | 3 | 3  | 3  | 2  | 2  | 2  |
| Sant Julià                | 2 | 2 | 1 | 1 | 2 | 2 | 2 | 2 | 2 | 2  | 2  | 3  | 3  | 3  |
| Lusitanos                 | 6 | 8 | 5 | 4 | 4 | 3 | 3 | 4 | 4 | 4  | 4  | 4  | 4  | 4  |
| Principat                 | 3 | 4 | 4 | 5 | 5 | 5 | 5 | 5 | 5 | 5  | 5  | 5  | 5  | 5  |
| Engordany                 | 8 | 5 | 6 | 6 | 6 | 6 | 6 | 6 | 6 | 6  | 6  | 6  | 6  | 6  |
| Inter Club d'Escaldes     | 5 | 6 | 7 | 7 | 7 | 7 | 7 | 7 | 7 | 7  | 7  | 7  | 7  | 7  |
| Casa Estrella del Benfica | 7 | 7 | 8 | 8 | 8 | 8 | 8 | 8 | 8 | 8  | 8  | 8  | 8  | 8  |

### Resultados
Fuente: mismarcadores.com
- Los horarios corresponden a la CET (Hora Central Europea) UTC+1 en horario estándar y UTC+2 en horario de verano.

#### Primera vuelta
| Principat | 3 - 0  | Casa Estrella del Benfica |                             | 23 de septiembre |
| Rànger's  | 3 - 2  | Inter Club d'Escaldes     | Comunal de Andorra la Vieja | 23 de septiembre |
| Engordany | 0 - 11 | FC Santa Coloma           |                             | 23 de septiembre |
| Lusitanos | 1 - 4  | Sant Julià                |                             | 23 de septiembre |

| Casa Estrella del Benfica | 0 - 1 | Engordany  |                             | 29 de septiembre |
| Principat                 | 2 - 5 | Rànger's   |                             | 29 de septiembre |
| Inter Club d'Escaldes     | 0 - 3 | Sant Julià |                             | 29 de septiembre |
| FC Santa Coloma           | 2 - 0 | Lusitanos  | Comunal de Andorra la Vieja | 29 de septiembre |

| Rànger's   | 2 - 2 | FC Santa Coloma           | Comunal de Andorra la Vieja | 7 de octubre |
| Principat  | 3 - 2 | Engordany                 |                             | 7 de octubre |
| Lusitanos  | 2 - 0 | Inter Club d'Escaldes     |                             | 7 de octubre |
| Sant Julià | 3 - 0 | Casa Estrella del Benfica | Comunal de Andorra la Vieja | 7 de octubre |

| Casa Estrella del Benfica | 1 - 6 | Lusitanos             |                             | 21 de octubre |
| FC Santa Coloma           | 4 - 0 | Inter Club d'Escaldes | Comunal de Andorra la Vieja | 21 de octubre |
| Engordany                 | 2 - 3 | Rànger's              |                             | 21 de octubre |
| Sant Julià                | 6 - 0 | Principat             | Comunal de Andorra la Vieja | 21 de octubre |

| FC Santa Coloma       | 7 - 0 | Casa Estrella del Benfica | Comunal de Andorra la Vieja | 28 de octubre |
| Inter Club d'Escaldes | 1 - 2 | Engordany                 |                             | 28 de octubre |
| Rànger's              | 1 - 1 | Sant Julià                | Comunal de Andorra la Vieja | 28 de octubre |
| Principat             | 0 - 2 | Lusitanos                 |                             | 28 de octubre |

| Casa Estrella del Benfica | 1 - 3 | Inter Club d'Escaldes |  | 4 de noviembre |
| Engordany                 | 1 - 4 | Sant Julià            |  | 4 de noviembre |
| Lusitanos                 | 2 - 0 | Rànger's              |  | 4 de noviembre |
| Principat                 | 0 - 4 | FC Santa Coloma       |  | 8 de noviembre |

| Rànger's              | 7 - 0 | Casa Estrella del Benfica | Comunal de Andorra la Vieja | 11 de noviembre |
| Sant Julià            | 0 - 1 | FC Santa Coloma           | Comunal de Andorra la Vieja | 11 de noviembre |
| Inter Club d'Escaldes | 0 - 1 | Principat                 |                             | 11 de noviembre |
| Engordany             | 0 - 5 | Lusitanos                 |                             | 11 de noviembre |

#### Segunda vuelta
| Casa Estrella del Benfica | 1 - 3  | Principat |                             | 25 de noviembre |
| Inter Club d'Escaldes     | 0 - 2  | Rànger's  |                             | 25 de noviembre |
| FC Santa Coloma           | 11 - 0 | Engordany | Comunal de Andorra la Vieja | 25 de noviembre |
| Sant Julià                | 1 - 0  | Lusitanos | Comunal de Andorra la Vieja | 25 de noviembre |

| Engordany  | 1 - 1 | Casa Estrella del Benfica |                             | 2 de diciembre |
| Rànger's   | 3 - 2 | Principat                 | Comunal de Andorra la Vieja | 2 de diciembre |
| Sant Julià | 5 - 0 | Inter Club d'Escaldes     | Comunal de Andorra la Vieja | 2 de diciembre |
| Lusitanos  | 0 - 1 | FC Santa Coloma           |                             | 2 de diciembre |

| FC Santa Coloma           | 1 - 1  | Rànger's   | Comunal de Andorra la Vieja | 16 de diciembre |
| Engordany                 | 2 - 4  | Principat  |                             | 16 de diciembre |
| Inter Club d'Escaldes     | 2 - 4  | Lusitanos  |                             | 16 de diciembre |
| Casa Estrella del Benfica | 0 - 10 | Sant Julià |                             | 16 de diciembre |

| Lusitanos             | 2 - 0 | Casa Estrella del Benfica |                             | 20 de enero |
| Inter Club d'Escaldes | 0 - 3 | FC Santa Coloma           |                             | 20 de enero |
| Rànger's              | 4 - 1 | Engordany                 | Comunal de Andorra la Vieja | 20 de enero |
| Principat             | 2 - 2 | Sant Julià                |                             | 20 de enero |

| Casa Estrella del Benfica | 0 - 6 | FC Santa Coloma       |                             | 17 de febrero |
| Engordany                 | 2 - 1 | Inter Club d'Escaldes |                             | 17 de febrero |
| Sant Julià                | 1 - 2 | Rànger's              | Comunal de Andorra la Vieja | 17 de febrero |
| Lusitanos                 | 2 - 0 | Principat             |                             | 17 de febrero |

| Inter Club d'Escaldes | 2 - 0 | Casa Estrella del Benfica |                             | 24 de febrero |
| Sant Julià            | 5 - 2 | Engordany                 | Comunal de Andorra la Vieja | 24 de febrero |
| Rànger's              | 1 - 0 | Lusitanos                 | Comunal de Andorra la Vieja | 24 de febrero |
| FC Santa Coloma       | 4 - 0 | Principat                 | Comunal de Andorra la Vieja | 24 de febrero |

| Casa Estrella del Benfica | 0 - 3 | Rànger's              |                             | 2 de marzo |
| FC Santa Coloma           | 1 - 1 | Sant Julià            | Comunal de Andorra la Vieja | 2 de marzo |
| Principat                 | 0 - 0 | Inter Club d'Escaldes |                             | 2 de marzo |
| Lusitanos                 | 8 - 1 | Engordany             |                             | 2 de marzo |

## Ronda por el campeonato

### Clasificación
|  |    | Equipos             | PJ | PG | PE | PP | GF | GC | Dif | Pts |
|  | -- | ------------------- | -- | -- | -- | -- | -- | -- | --- | --- |
|  | 1. | FC Santa Coloma (C) | 20 | 14 | 5  | 1  | 69 | 10 | +59 | 47  |
|  | 2. | Sant Julià          | 20 | 12 | 5  | 3  | 59 | 19 | +40 | 41  |
|  | 3. | Rànger's            | 20 | 12 | 4  | 4  | 47 | 30 | +17 | 40  |
|  | 4. | Lusitanos           | 20 | 10 | 1  | 9  | 44 | 29 | +15 | 31  |

|  | Clasificado para la primera ronda previa de la Liga de Campeones 2008-09.                                        |
|  | Clasificado para la primera ronda previa de la Copa de la UEFA 2008-09 como campeón de la Copa Constitució 2008. |

| (C) Campeón |

#### Evolución de la clasificación
| Jornada / Equipo | 1 | 2 | 3 | 4 | 5 | 6 |
| Jornada / Equipo |   |   |   |   |   |   |
| ---------------- | - | - | - | - | - | - |
| FC Santa Coloma  | 1 | 1 | 1 | 1 | 1 | 1 |
| Sant Julià       | 3 | 3 | 2 | 3 | 3 | 2 |
| Rànger's         | 2 | 2 | 3 | 2 | 2 | 3 |
| Lusitanos        | 4 | 4 | 4 | 4 | 4 | 4 |

### Resultados
Fuente: mismarcadores.com
- Los horarios corresponden a la CET (Hora Central Europea) UTC+1 en horario estándar y UTC+2 en horario de verano.

#### Primera vuelta
| Sant Julià | 2 - 1 | FC Santa Coloma | Comunal de Andorra la Vieja | 8 de marzo |
| Lusitanos  | 2 - 4 | Rànger's        |                             | 8 de marzo |

| Rànger's  | 0 - 1 | FC Santa Coloma | Comunal de Andorra la Vieja | 30 de marzo |
| Lusitanos | 1 - 1 | Sant Julià      |                             | 30 de marzo |

| Rànger's        | 1 - 4 | Sant Julià | Comunal de Andorra la Vieja | 5 de abril |
| FC Santa Coloma | 1 - 0 | Lusitanos  | Comunal de Andorra la Vieja | 5 de abril |

#### Segunda vuelta
| FC Santa Coloma | 1 - 1 | Sant Julià | Comunal de Andorra la Vieja | 13 de abril |
| Rànger's        | 3 - 2 | Lusitanos  | Comunal de Andorra la Vieja | 13 de abril |

| FC Santa Coloma (C) | 2 - 2 | Rànger's  | Comunal de Andorra la Vieja | 20 de abril |
| Sant Julià          | 2 - 4 | Lusitanos | Comunal de Andorra la Vieja | 20 de abril |

| Sant Julià | 3 - 0 | Rànger's        | Comunal de Andorra la Vieja | 27 de abril |
| Lusitanos  | 1 - 5 | FC Santa Coloma |                             | 27 de abril |

## Ronda por la permanencia

### Clasificación
|  |    | Equipos                       | PJ | PG | PE | PP | GF | GC | Dif | Pts |
|  | -- | ----------------------------- | -- | -- | -- | -- | -- | -- | --- | --- |
|  | 1. | Principat                     | 20 | 9  | 3  | 8  | 33 | 37 | -4  | 30  |
|  | 2. | Inter Club d'Escaldes         | 20 | 6  | 2  | 12 | 23 | 37 | -14 | 20  |
|  | 3. | Engordany                     | 20 | 4  | 1  | 15 | 21 | 79 | -58 | 13  |
|  | 4. | Casa Estrella del Benfica (D) | 20 | 2  | 1  | 17 | 13 | 68 | -55 | 7   |

|  | Disputó una promoción por la permanencia contra el subcampeón de la Segona Divisió. |
|  | Descendido a la Segona Divisió.                                                     |

| (D) Descendido |

#### Evolución de la clasificación
| Jornada / Equipo          | 1 | 2 | 3 | 4 | 5 | 6 |
| Jornada / Equipo          |   |   |   |   |   |   |
| ------------------------- | - | - | - | - | - | - |
| Principat                 | 1 | 1 | 1 | 1 | 1 | 1 |
| Inter Club d'Escaldes     | 2 | 2 | 2 | 2 | 2 | 2 |
| Engordany                 | 3 | 3 | 3 | 3 | 3 | 3 |
| Casa Estrella del Benfica | 4 | 4 | 4 | 4 | 4 | 4 |

### Resultados
Fuente: mismarcadores.com
- Los horarios corresponden a la CET (Hora Central Europea) UTC+1 en horario estándar y UTC+2 en horario de verano.

#### Primera vuelta
| Casa Estrella del Benfica | 3 - 1 | Principat |  | 8 de marzo |
| Inter Club d'Escaldes     | 4 - 0 | Engordany |  | 8 de marzo |

| Casa Estrella del Benfica | 1 - 2 | Inter Club d'Escaldes |  | 29 de marzo |
| Principat                 | 4 - 0 | Engordany             |  | 30 de marzo |

| Principat | 1 - 1 | Inter Club d'Escaldes     |  | 5 de abril |
| Engordany | 1 - 3 | Casa Estrella del Benfica |  | 5 de abril |

#### Segunda vuelta
| Engordany | 1 - 3 | Inter Club d'Escaldes     |  | 13 de abril |
| Principat | 3 - 0 | Casa Estrella del Benfica |  | 13 de abril |

| Engordany             | 0 - 3 | Principat                 |  | 20 de abril |
| Inter Club d'Escaldes | 2 - 1 | Casa Estrella del Benfica |  | 20 de abril |

| Casa Estrella del Benfica | 1 - 2 | Engordany |  | 27 de abril |
| Inter Club d'Escaldes     | 0 - 1 | Principat |  | 27 de abril |

## Promoción por la permanencia
El tercer equipo ubicado en la clasificación final de la Ronda por la permanencia, Engordany, disputó una serie a doble partido ante Extremenya, subcampeón de la Segunda División. El ganador de la eliminatoria participó de la siguiente temporada de la Primera Divisió.
| Engordany                                                                | 2 - 3 | Extremenya | Campo de Deportes de Aixovall | 18 de mayo |
| Extremenya                                                               | 0 - 3 | Engordany  | Campo de Deportes de Aixovall | 25 de mayo |
| Engordany mantuvo la categoría tras ganar la serie por un global de 5-3. |       |            |                               |            |